# Molalität
Die Molalität (Formelzeichen: b, teilweise auch m) ist gemäß DIN 1310 eine sogenannte Gehaltsgröße, also eine physikalisch-chemische Größe zur quantitativen Beschreibung der Zusammensetzung von Lösungen. Hierbei wird die Stoffmenge eines gelösten Stoffes auf die Masse des Lösungsmittels bezogen.

## Definition und Eigenschaften
Die Molalität bi ist definiert als Quotient aus der Stoffmenge ni des betrachteten gelösten Stoffes i und der Masse mj des Lösungsmittels (nachfolgend stets mit j indiziert; oft finden auch Abkürzungen wie L, LM, Lm, Lsm Verwendung):
{\displaystyle b_{i}={\frac {n_{i}}{m_{j}}}}
Wegen der Möglichkeit der Verwechslung mit der Größe „Masse“ wird das alternative Formelzeichen m für die Molalität nicht empfohlen.
Die dem Stoffmengenbegriff zugrunde liegenden „Teilchen“ sind ggf. zu spezifizieren, es können stoffliche Elementarobjekte wie Atome, Moleküle, Ionen oder auch Formeleinheiten (wie im NaCl-Beispiel unten) sein.
Nicht verwechselt werden sollte die Molalität mit der in der Laborpraxis meist bedeutsameren Molarität, einer veralteten Bezeichnung für die Gehaltsgröße „Stoffmengenkonzentration“, bei der die Stoffmenge ni des betrachteten gelösten Stoffes i auf das Gesamtvolumen V der Lösung bezogen wird.
Der Bezug auf die Masse mj des Lösungsmittels j unterscheidet die Molalität bi von der sehr ähnlichen Gehaltsgröße „spezifische Partialstoffmenge“ qi, bei der die Stoffmenge ni des betrachteten gelösten Stoffes i auf die Gesamtmasse m der Lösung bezogen wird. Beide Gehaltsgrößen besitzen die gleiche Dimension und entsprechend die gleiche abgeleitete SI-Einheit mol/kg.
Vorteilhafterweise ist die Molalität ebenso wie die spezifische Partialstoffmenge – im Gegensatz zu den volumenbezogenen Gehaltsgrößen (Konzentrationen wie z. B. die Stoffmengenkonzentration; Volumenanteil; Volumenverhältnis) – unabhängig von Temperatur und Druck, da sich Massen und Stoffmengen im Gegensatz zu Volumina mit der Temperatur bzw. dem Druck nicht ändern, sofern keine stofflichen Umsetzungen eintreten. Zudem ermöglicht ihre Verwendung eine höhere Genauigkeit, da sich Massen exakter bestimmen lassen als Volumina, und eventuelle Volumenkontraktionen (oder -dilatationen) bei der Lösungsherstellung nicht berücksichtigt werden müssen. Die Gehaltsgröße Molalität findet u. a. Anwendung in der physikalischen Chemie (z. B. in der chemischen Thermodynamik oder auch in der Elektrochemie).
Die dimensionslose normierte Molalität b/b° wird durch Division der Molalität b durch die Standardmolalität b°=1 mol/kg Wasser gebildet.

## Zusammenhänge mit anderen Gehaltsgrößen
In der folgenden Tabelle sind die Beziehungen der Molalität bi mit den anderen in der DIN 1310 definierten Gehaltsgrößen in Form von Größengleichungen zusammengestellt. Dabei stehen die mit einem Index versehenen Formelzeichen M bzw. ρ für die molare Masse bzw. Dichte (bei gleichem Druck und gleicher Temperatur wie in der Lösung) des jeweiligen durch den Index bezeichneten Reinstoffs. Der Index i bezeichnet übergreifend den gelösten Stoff, der Index j das Lösungsmittel und der Index k die Lösung.
|                           | Massen-…                                                          | Stoffmengen-…                                                     | Teilchenzahl-…                                          | Volumen-…                                                                                           |
| ------------------------- | ----------------------------------------------------------------- | ----------------------------------------------------------------- | ------------------------------------------------------- | --------------------------------------------------------------------------------------------------- |
| …-anteil                  | Massenanteil w                                                    | Stoffmengenanteil x                                               | Teilchenzahlanteil X                                    | Volumenanteil φ                                                                                     |
| …-anteil                  | {\displaystyle b_{i}={\frac {w_{i}}{w_{j}\cdot M_{i}}}}           | {\displaystyle b_{i}={\frac {x_{i}}{x_{j}\cdot M_{j}}}}           | {\displaystyle b_{i}={\frac {X_{i}}{X_{j}\cdot M_{j}}}} | {\displaystyle b_{i}={\frac {\varphi _{i}\cdot \rho _{i}}{\varphi _{j}\cdot \rho _{j}\cdot M_{i}}}} |
| …-konzentration           | Massenkonzentration β                                             | Stoffmengenkonzentration c                                        | Teilchenzahlkonzentration C                             | Volumenkonzentration σ                                                                              |
| …-konzentration           | {\displaystyle b_{i}={\frac {\beta _{i}}{\beta _{j}\cdot M_{i}}}} | {\displaystyle b_{i}={\frac {c_{i}}{\rho _{k}-c_{i}\cdot M_{i}}}} | {\displaystyle b_{i}={\frac {C_{i}}{C_{j}\cdot M_{j}}}} | {\displaystyle b_{i}={\frac {\sigma _{i}\cdot \rho _{i}}{\sigma _{j}\cdot \rho _{j}\cdot M_{i}}}}   |
| …-verhältnis              | Massenverhältnis ζ                                                | Stoffmengenverhältnis r                                           | Teilchenzahlverhältnis R                                | Volumenverhältnis ψ                                                                                 |
| …-verhältnis              | {\displaystyle b_{i}={\frac {\zeta _{ij}}{M_{i}}}}                | {\displaystyle b_{i}={\frac {r_{ij}}{M_{j}}}}                     | {\displaystyle b_{i}={\frac {R_{ij}}{M_{j}}}}           | {\displaystyle b_{i}={\frac {\psi _{ij}\cdot \rho _{i}}{\rho _{j}\cdot M_{i}}}}                     |
| Quotient Stoffmenge/Masse | Molalität b                                                       | Molalität b                                                       |                                                         | |
| Quotient Stoffmenge/Masse | {\displaystyle b_{i}}                                             |                                                                   |                                                         | |
| Quotient Stoffmenge/Masse | spezifische Partialstoffmenge q                                   |                                                                   |                                                         | |
| Quotient Stoffmenge/Masse | {\displaystyle b_{i}={\frac {q_{i}}{q_{j}\cdot M_{j}}}}           |                                                                   |                                                         | |

## Beispiel
Es wird eine wässrige Lösung von Kochsalz (Natriumchlorid NaCl) aus genau einem halben Mol NaCl (unter Heranziehung der molaren Masse von NaCl entspricht dies einer Masse von 0,5 mol · 58,44 g/mol = 29,22 Gramm) und einem halben Kilogramm, also 500 Gramm Wasser (H2O) hergestellt; die Gesamtmasse der Lösung ergibt sich somit zu rund 529,2 Gramm. Die Molalität von NaCl in dieser Lösung beträgt dann:
{\displaystyle b_{\mathrm {NaCl} }={\frac {n_{\mathrm {NaCl} }}{m_{\mathrm {H_{2}O} }}}={\frac {\mathrm {0{,}5\ mol} }{\mathrm {0{,}5\ kg} }}=\mathrm {1{,}000\ {\frac {mol}{kg}}} }
Die spezifische Partialstoffmenge von NaCl in dieser Lösung ist etwas kleiner:
{\displaystyle q_{\mathrm {NaCl} }={\frac {n_{\mathrm {NaCl} }}{m}}={\frac {\mathrm {0{,}5\ mol} }{\mathrm {0{,}5292\ kg} }}\approx \mathrm {0{,}945\ {\frac {mol}{kg}}} }
In der Praxis ist für eine solche beispielhafte Lösung oft noch mit der Bezeichnung „1-molale“ wässrige NaCl-Lösung zu rechnen (entgegen der Festlegung in der Norm DIN 32625, die Bezeichnung „molal“ für die Einheit mol/kg nicht mehr anzuwenden).